# جملة خبرية
الجملة الخبرية أو الجملة الإخبارية هي الجملة التي تحمل خبرا يحتمل الصدق والكذب. مثال: الطقس جميل. أما الجمل الإنشائية فهي الجملة التي تتضمن كلامًا لا يحتمل الصدق ولا الكذب.

## وصلات خارجية
- شرح مختصر قواعد الإعراب - الجملة الخبرية